# Eyrans
Eyrans es una población y comuna francesa del departamento de Gironda en la región de Nueva Aquitania.

## Demografía
| 404 | 448 | 415 | 557 | 596 | 580 | 719 |
| Para los censos de 1962 a 1999 la población legal corresponde a la población sin duplicidades (Fuente: INSEE [Consultar]) |     |     |     |     |     |     |